# Rush in Rio (video)
Rush in Rio è un video concerto della rock band canadese Rush uscito nel 2003. È stato registrato il 23 novembre 2002 allo stadio Maracanã di Rio de Janeiro, in Brasile, di fronte a 40000 spettatori durante l'ultima tappa del Vapor Trails Tour.
Il DVD di Rush in Rio ha vinto nel 2004 lo Juno Awards come miglior DVD dell'anno. Certificato 7 volte platino il 1º settembre 2010 dalla RIAA. È il primo concerto del trio canadese ad essere pubblicato in DVD, ed anche il primo ad essere pubblicato in due regioni diverse, la regione 1 (USA e Canada) e la regione 0 (tutte le regioni). Una nuova edizione del video, pubblicato il 16 giugno 2015, vede per la prima volta la distribuzione come prodotto singolo anche nel formato blu-ray.

## Easter Egg
Sono presenti due easter egg in Rush in Rio. Il primo è il cartone che parte durante By-Tor and the Snow Dog. Per vederlo, riprodurre il documentario Boys in Brazil del disco 2 e premere il pulsante enter del telecomando del lettore DVD quando Alex Lifeson parla di By-Tor and the Snow Dog al minuto 26:40.
Il secondo easter egg è un video del 1975 dove i Rush suonano Anthem. Per vederlo, andare nella pagina principale del disco 2 e riprodurre il filmato numero 2 (O Baterista). Appena parte il video ritornare al menu e selezionare il filmato numero 1 (YYZ). Ritornare al menu e selezionare di nuovo YYZ. Ritornare di nuovo al menu e selezionare O Baterista e andare per l'ultima volta nel menu principale. Fatto questo apparirà il filmato di Anthem 1975 (notare che la combinazione di tasti eseguita è 2-1-1-2, un riferimento al loro album 2112).

## Tracce

### Disco 1
1. Tom Sawyer – 5:04
2. Distant Early Warning – 4:50
3. New World Man – 4:04
4. Roll the Bones – 6:15
5. Earthshine – 5:44
6. YYZ – 4:56
7. The Pass – 4:52
8. Bravado – 6:18
9. The Big Money – 6:03
10. The Trees – 5:12
11. Freewill – 5:48
12. Closer to the Heart – 3:04
13. Natural Science – 8:34
14. One Little Victory – 5:32
15. Driven – 5:22
16. Ghost Rider – 5:36
17. Secret Touch – 7:00
18. Dreamline – 5:10
19. Red Sector A – 5:16
20. Leave That Thing Alone – 4:59
21. O Baterista [Drum Solo] – 8:54
22. Resist – 4:23
23. 2112 Overture/The Temples of Syrinx – 6:52
24. Limelight – 4:29
25. La Villa Strangiato – 10:05
26. The Spirit of Radio – 5:28

Encore:
1. By-Tor and the Snow Dog
2. Cygnus X-1
3. Working Man

### Disco 2
The Documentary: The Boys in Brazil
MX Multiangle Songs:
1. YYZ
2. O Baterista
3. La Villa Strangiato

+ Easter Eggs

## Formazione
- Geddy Lee: basso, voce, sintetizzatori
- Alex Lifeson: chitarra elettrica ed acustica
- Neil Peart: batteria e percussioni